# Colisión entre el Ehime Maru y el USS Greeneville
La colisión entre el Ehime Maru y el USS Greeneville fue un choque ocurrió en el mar entre el submarino nuclear Clase Los Ángeles de la Armada de los Estados Unidos USS Greeneville (SSN-772) y el barco japonés de pesca y entrenamiento Ehime Maru (えひめ丸). El accidente ocurrió el 9 de febrero de 2001, a unos 10 km de la costa al sur de Oahu, Hawái, EE.UU., al realizar una demostración para ciertos visitantes civiles el Greeneville realizó una maniobra de ascenso a superficie de emergencia. Cuando el submarino emergió a superficie, impactó en el Ehime Maru, un buque escuela pesquero para alumnos del instituto de secundaria de la prefectura de Ehime, Japón al mando del capitán Hisao Ōnishi. A los pocos minutos del impacto, el Ehime Maru se hundió. Nueve miembros de su tripulación fallecieron en el accidente, incluidos cuatro estudiantes de secundaria.